# Kellie Wellsová
Kellie Wellsová (* 16. července 1982, Richmond, Virginie) je americká atletka, sprinterka, která se věnuje krátkým překážkovým běhům.

## Kariéra
Poprvé na sebe výrazněji upozornila dne 30. ledna 2011 na Floridě ve městě Gainesville, když výkonem 7,37 sekundy vyrovnala halový světový rekord Jackie Joynerové-Kerseeové na méně často vypisované trati, běhu na 55 metrů překážek. 16. dubna 2011 při Memoriálu Toma Jonese v témže městě se ji podařilo zaběhnout trať 100 metrů s překážkami v čase 12,35 s. Její čas však nemohl být zapsán do dlouhodobých tabulek, když ji do zad foukal nepovolený vítr o síle 3,7 m/s. Na Mistrovství světa v atletice 2011 v jihokorejském Tegu se probojovala do finále, když v semifinále obsadila časem 12,79 s celkové 7. místo. Finálový závod však nedokončila, když na šesté překážce klopýtla a následně spadla.
Největší dosavadní úspěch své kariéry vybojovala na Letních olympijských hrách v Londýně v roce 2012. V rozběhu zvítězila časem 12,69 s a celkově obsadila 3. místo ze 46 závodnic, které doběhly do cíle. V semifinálovém kole si časem 12,51 s vylepšila sezonní maximum a znovu obsadila celkové třetí místo. Ve finále dokázala ze svého semifinálového výkonu ubrat další tři setiny a výkonem 12,48 sekundy si vytvořila nový osobní rekord. Tento čas ji zároveň stačil k zisku bronzové olympijské medaile. Stříbro získala její krajanka Dawn Harperová, olympijská vítězka z roku 2008 a zlatou medaili získala Sally Pearsonová z Austrálie, která časem 12,35 s zaběhla nový olympijský rekord.

### Osobní rekordy
- 60 m př. (hala) – 7,79 s – 27. února 2011, Albuquerque
- 100 m př. (dráha) – 12,48 s – 7. srpna 2012, Londýn